# Самастипур (округ)
Самастипур (хинди समस्तीपुर जिला; англ. Samastipur) — округ в центре индийского штата Бихар. Административный центр — город Самастипур. Площадь округа — 2904 км². По данным всеиндийской переписи 2001 года население округа составляло 3 394 793 человека. Уровень грамотности взрослого населения составлял 45,13 %, что ниже среднеиндийского уровня (59,5 %).